# Con Leahy
Cornelius (Con) Leahy (Charleville, 27 april 1876 - Manhattan, 18 december 1921) was een Ierse hoogspringer. Hij nam eenmaal deel aan de Olympische Spelen en veroverde bij die gelegenheid een zilveren medaille. De Tussenliggende Spelen van 1906, waarop hij eveneens eremetaal veroverde, worden tegenwoordig door het IOC niet langer erkend en de op deze Spelen behaalde medailles worden niet meegerekend in olympische medailleklassementen.
Leahy nam deel aan de Tussenliggende Spelen in 1906 en de Olympische Spelen van 1908 onder Britse vlag, doordat Ierland zelf nog geen Olympisch Comité had. In 1906 won hij goud bij het hoogspringen en zilver bij het hink-stap-springen. Twee jaar later won hij zilver bij het hoogspringen.
Cornelius is de broer van Patrick Leahy, die twee medailles won op de Olympische Spelen van 1900 te Parijs.

## Persoonlijke records
| Onderdeel          | Prestatie | Jaar |
| ------------------ | --------- | ---- |
| Hoogspringen       | 1,954 m   | 1908 |
| Verspringen        | 7,21 m    | 1902 |
| Hink-stap-springen | 15,06 m   | 1902 |

## Palmares

### hoogspringen
- 1906:  OS - 1,775 m
- 1908:  OS - 1,88 m

### hink-stap-springen
- 1906:  OS - 13,980 m